# Giuseppe Santovito
Giuseppe Santovito (Taranto, 12 agosto 1918 – Firenze, 6 febbraio 1984) è stato un generale italiano.
Direttore del SISMI dalla sua formazione, nel 1978, al 1981, quando fu travolto dallo scandalo della Loggia Massonica P2 e quindi destituito dal Presidente del Consiglio Giovanni Spadolini

## Biografia

### Attività militare
Giuseppe Santovito entrò nell'Accademia di Modena e ultimò i corsi in tempo per prendere parte al II conflitto mondiale, durante il quale ottenne la medaglia di bronzo al valor militare sul fronte nordafricano. Venne anche fatto prigioniero dopo il crollo del fronte libico. Alla fine del conflitto, fu chiamato a far parte del Corpo di Sicurezza in Somalia dell'ONU, in seguito all'incarico per la Amministrazione fiduciaria della Somalia (1950-1960) affidato all'Italia.
Dopo alcuni incarichi d'obbligo nella carriera di un militare - Scuola di Applicazione di Fanteria, Scuola di Guerra - Santovito ottenne il Comando del 21º Reggimento fanteria "Cremona". Come Comandante di Divisione guidò la "Folgore", appartenente al Quinto Corpo d'Armata. Nel 1977-78 comandò la Regione Militare Centrale (Roma), prima di assumere, nel gennaio del 1978, la direzione del SISMI (Servizio Informazioni Sicurezza Militare) fino all'agosto del 1981.
Santovito non giunse al SISMI privo di esperienza, in quanto aveva già ricoperto altri incarichi nell'intelligence: fu prima capo ufficio nel reparto "R" e nel biennio 1965-66 fu destinato al reparto "D" del SID.

### Vicende giudiziarie
Durante il suo mandato di capo del SISMI avvenne il rapimento del Presidente della Democrazia Cristiana, Aldo Moro.
Il suo nome figura nella lista degli appartenenti alla P2 e fu ascoltato dalla Commissione Parlamentare d'inchiesta sulla P2, presieduta dall'onorevole Tina Anselmi, per il presunto coinvolgimento dei servizi segreti italiani (i vertici dei tre principali servizi segreti italiani SISMI, SISDE e CESIS, risultano tutti iscritti loggia massonica P2). Ne seguì un accertamento da parte della Commissione Parlamentare d'inchiesta per verificare i collegamenti con il rapimento dello statista Aldo Moro.
Con lo scandalo della P2, Santovito entrò nell'occhio del ciclone, anche se due successive inchieste lo scagionarono
del tutto. Si assentò per un periodo di licenza poi tornò al servizio attivo, uscendone definitivamente per raggiunti limiti di età.
Il generale respinse sempre ogni addebito, rifiutandosi allo stesso tempo di svelare segreti di ufficio (anche se, paradossalmente, l'accusa più recente, che gli valse l'arresto, riguardava la presunta "rivelazione di segreti di Stato").
Di fatto, il generale Santovito fu arrestato a Roma la sera del 2 dicembre 1983, subito rimesso in libertà agli arresti domiciliari per gravi motivi di salute, a disposizione del sostituto procuratore Domenico Sica, che lo accusò di propagazione di notizie di un dossier riservato coperte da segreto di Stato, divulgate tramite un articolo di un settimanale in cui si parlava di collegamenti internazionali del terrorismo. Il documento, catalogato come riservato, era infatti destinato al presidente del Consiglio dell'epoca. A mettere in contatto un giornalista di Panorama con Santovito sarebbe stato il faccendiere Francesco Pazienza, raggiunto da un mandato di cattura per concorso nella rivelazione di segreti di Stato. La sopraggiunta morte nel '84 di Santovito non permise di approfondire le motivazioni e la natura dell'inchiesta.
Inoltre, il generale figurava già imputato di falsa testimonianza in una inchiesta affidata al giudice istruttore Renato Squillante sulla scomparsa in Libano dei giornalisti italiani Italo Toni e Graziella De Palo, scomparsi a Beirut il 2 settembre 1980: sul caso e sulle relazioni speciali fra il SISMI e l'OLP fu apposto il segreto di Stato (1984) dal governo Craxi I, in parte rimosso nel 2009 dal governo Berlusconi IV, infine definitivamente liberato da ogni veto il 28 ottobre 2014.

### Documenti
- Parlamento Italiano IX Legislatura documento XXIII nr. 2 del 12 luglio 1984. Relazione finale della Commissione d'inchiesta sulla loggia massonica P2 (Propaganda 2). On. Tina Anselmi